# Tioga Lake
Tioga Lake är en sjö i Antarktis. Den ligger i Sydorkneyöarna. Argentina och Storbritannien gör anspråk på området. Tioga Lake ligger 90 meter över havet. Den ligger på ön Signy.